# Katrin Bongard
Katrin Bongard (* 1962 in West-Berlin) ist eine deutsche Künstlerin (Malerei und Film) und Schriftstellerin.

## Leben
Katrin Bongard wuchs in Berlin-Zehlendorf auf. Sie studierte Kunstgeschichte und ist seit 1983 gemeinsam mit Uwe Carow künstlerisch tätig. Über Bekanntschaften aus der Filmbranche kam sie zum Drehbuchschreiben. Auch ihr Jugendroman Radio Gaga (2005) war ursprünglich eine Drehbuchidee. Wie die Fortsetzungen Radio Gaga on Air (2006) und Rocco (2007) erschien er beim Verlag Beltz & Gelberg. Radio Gaga bekam den Peter-Härtling-Preis, 2006 den Jugendbuchpreis der Jury der jungen Leser und die Goldene Leslie.
Katrin Bongard ist die Mutter der Schauspieler Isabel Bongard, Leonard Carow und Amber Bongard und vertritt mit einer Schauspielagentur weitere Nachwuchsdarsteller. Sie lebt in Potsdam.